# Орсичи
О́рсичи (бел. Орсічы) — деревня в составе Брожского сельсовета Бобруйского района Могилёвской области Республики Беларусь.

## Географическое положение
Деревня Орсичи находится в 25 км к югу от города Бобруйска,  остановочный пункт "Орсичи" на железнодорожной линии Бобруйск-Рабкор.

## Население
- 1847 год — 108 человек
- 1857 год — 144 человека
- 1897 год — 362 человека
- 1907 год — 488 человек
- 1917 год — 584 человека
- 1926 год — 616 человек
- 1959 год — 833 человека
- 1970 год — 703 человека
- 1986 год — 380 человек
- 1999 год — 198 человек
- 2010 год — 136 человек
- 2014 год — 101 человек

## История
Впервые упоминаются в хозяйственных документах в 1560 году. С 1565 года — село Ворсичи Бобруйской волости Речицкого повета Минского воеводства Великого Княжества Литовского. В 1671 году — 8 дворов, в Бобруйском старостве, в 1773 году — 9 дворов, королевская собственность. После 2-го раздела Речи Посполитой с 1793 года в составе Российской империи. В 1847 году Ворсичи вошли в состав имения Брожа Бобруйского уезда Минской губернии, в деревне 24 двора. В 1857 году деревня Орсичи при речке Орсичка (речка впоследствии канализирована), 144 человека — казённые крестьяне-белорусы православного вероисповедания (прихожане Брожской Покровской церкви). В 1911 году открыта земская школа, учитель Александра Ефанчик. Школа размещалась в съёмном крестьянском доме. В 1917 году учителем работает Мария Свадковская. В 1925 году в сельской школе занимались 47 учеников, при школе работала библиотека. В 1920-е годы около деревни образован посёлок Орсичи (в 1967 году вошёл в состав деревни Орсичи). В 1930 году организован колхоз «Правда», работала кузница. Во время Великой Отечественной войны партизаны разгромили немецкий гарнизон, который размещался в деревне. 66 земляков погибли на фронтах Второй мировой войны. В 1986 году в Орсичах было 187 домохозяйств в составе совхоза «имени Ленинского комсомола», работают библиотека и магазин. Планировка деревни квартальная. Часть застройки размещена вдоль железной дороги.
| год                      | 1847 | 1897 | 1907 | 1917 | 1926 | 1986 | 2014 |
| ------------------------ | ---- | ---- | ---- | ---- | ---- | ---- | ---- |
| количество жителей, чел. | 108  | 362  | 488  | 584  | 616  | 380  | 101  |
| количество дворов, ед.   | 24   | 53   | 70   | 96   | 118  | 187  | 65   |